# Сольский, Семён Мартынович
Семён Мартынович Сольский (1831—1879) — русский энтомолог.       

## Биография
Родился 27 июля (8 августа) 1831 года. Образование получил в Ларинской гимназии (1848), а затем в Санкт-Петербургском университете, на камеральном отделении юридического факультета. По окончании университетского курса в 1852 году со степенью кандидата, он в октябре того же года поступил на службу в канцелярию Военного министерства, где и служил до февраля 1878 года, когда был назначен членом от Военного министерства в Военно-окружный Совет Санкт-Петербургского военного округа.
Из университета Сольский вынес любовь к энтомологии, которой посвятил потом всё своё свободное время. Особенно много занимался он изучением жесткокрылых и в своё время считался одним из лучших колеоптерологов. Он стал одним из учредителей Русского энтомологического общества, в котором впоследствии, в течение многих лет, исполнял должность секретаря, библиотекаря и, позднее, вице-президента (до 1878 года). Состоял почётным членом «Société humanitaire et scientifique du S. O. de la France», членом-корреспондентом «Société Entomologique Belge», «Societá Entomologica Italiana», «Société Entomologique de France», «Schweizerische Entomologische Gesellschaft», «Entomologische Verein zu Berlin», Императорского русского географического общества и многих других научных обществ.
Будучи почётным членом Санкт-Петербургского общества естествоиспытателей, он занимался определением жуков в коллекциях общества. Его собственные богатейшие энтомологические коллекции были приобретены после его смерти для Петербургской Академии наук. Умер в Санкт-Петербурге 11 (23) февраля 1879 года и был похоронен на Смоленском православном кладбище (могила утрачена).

## Работы
Его главнейшие труды посвящены энтомологии:
- «Premises d’une faune entom. d. 1. vallée de Zarowschan dans l’Asie Centrale» («Horae Societalis Entomol. Rossicae», т. VIII, стр. 133—163);
- «Enumer. et descrip. des Coléoptères d. 1. famille Staphylinidcs, rec. par Mrs C. Jelsky et le Baron de Noiken pendant leur voyage dans l’Amérique du Sud» (ib. стр. 289—314);
- «Новые и малоизвестные жесткокрылые окраин Российской Империи и прилегающих к ней стран» («Труды Русс. Энт. Общ.». т. XII, стр. 231—265, и т. XIII, стр. 31—74); Труд этот напечатан после смерти Сольского, по оставленным им рукописям;
- «Путешествие в Туркестан А. П. Федченко» Жесткокрылые (две тетради в «Изв. Имп. Общ. Антр. и Этногр.», т. XI, вып. 5, и т. XXII, вып. 2).

## Названы в честь Сольского
- Жужелица Сольского - жук из семейства жужелицы.